# إستيبان درير
إستيبان درير (Esteban Dreer) (11 نوفمبر 1981 في الأرجنتين – )؛ هو لاعب كرة قدم كان يلعب كحارس مرمى. يلعب مع منتخب الإكوادور لكرة القدم منذ عام 2015.

## وصلات خارجية
- إستيبان درير على موقع الاتحاد الدولي (مؤرشف)  (الإنجليزية)
- إستيبان درير على موقع قاعدة بيانات كرة القدم.إي يو (الإنجليزية)
- إستيبان درير على موقع ناشيونال فوتبول تيمز (الإنجليزية)
- إستيبان درير على موقع Soccerway.com (الإنجليزية)
- إستيبان درير على موقع عالم كرة القدم.نت (الإنجليزية)
- إستيبان درير على موقع AS.com (الإسبانية)